# Apparizioni di Gesù

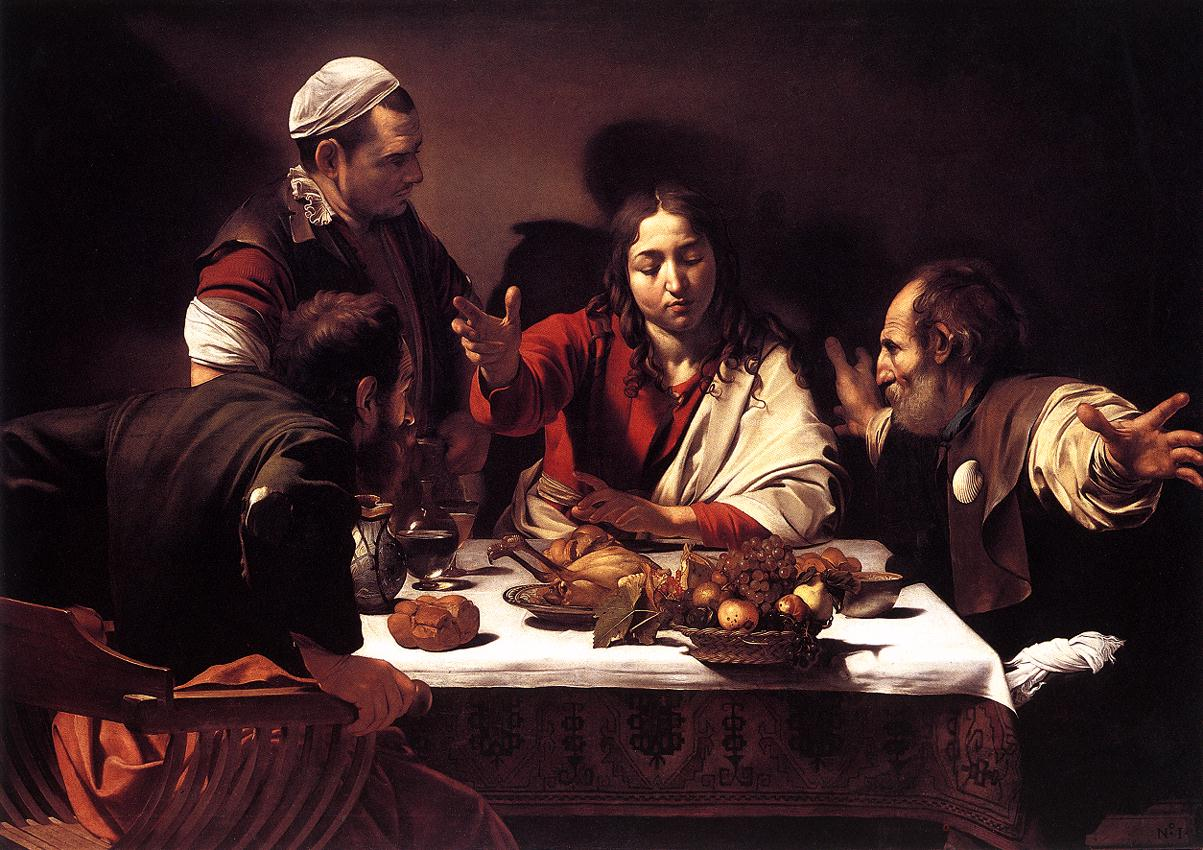
Caravaggio, Cena in Emmaus

Le apparizioni di Gesù rientrano, nell'ambito dell'esperienza cristiana, nel quadro più vasto delle apparizioni: dalle teofanie dell'Antico Testamento, alle apparizioni pasquali del Risorto, fino alle apparizioni mariane e di angeli. È necessario precisare che le cristofanie, nel Nuovo Testamento, non sono semplici "visioni", ma rappresentano l'esperienza unica che, per il Cristianesimo, gli apostoli hanno avuto con Gesù risorto.
Le principali apparizioni di Gesù risorto nei Vangeli Canonici (e in misura minore, in altri testi del Nuovo Testamento) sono narrate come verificatesi dopo la sua morte, sepoltura e risurrezione, ma prima della sua Ascensione. Tra queste fonti primarie, la maggioranza degli studiosi neotestamentari reputa che la Prima lettera ai Corinzi fu scritta per prima, scritta da Paolo di Tarso insieme a Sostene verso il 55 d.C. Paolo elenca diverse apparizioni della Risurrezione di Gesù: a Pietro, agli Undici Apostoli riuniti (Giuda nel frattempo era morto), a Giacomo e a vari "uomini" che non descrive.
Nel Vangelo di Matteo, Gesù appare a Maria Maddalena e ad un'altra Maria presso la sua tomba vuota. Le donne riferiscono l'evento agli Apostoli, con un messaggio di Gesù che li invita a tornare in Galilea. Più tardi gli undici discepoli, vanno su una montagna in Galilea per incontrare Gesù, che appare loro e li incarica di battezzare nel nome del Padre, del Figlio, e dello Spirito Santo, e di ammaestrare tutte le genti (la "Grande Missione"). Nel Vangelo di Luca, Gesù appare ai discepoli e mangia con loro, dimostrando di essere in carne ed ossa, non un fantasma. Egli dice loro di aspettare a Gerusalemme per l'inizio della loro missione nel mondo, e poi ascende in Cielo. 
Negli Atti degli Apostoli, scritto dallo stesso autore col nome di Luca, Gesù appare ai suoi discepoli dopo la sua morte e rimane con loro per 40 giorni prima di salire al cielo. Il Libro degli Atti descrive anche l'apparizione di Gesù a Paolo, con una voce che gli parla e una luce che lo acceca, mentre si trova sulla strada per Damasco. Il finale tradizionale di Marco riassume le apparizioni della Risurrezione, tratte da Matteo e Luca, ed è ritenuto essere un'aggiunta posteriore di un copista per conciliarlo con gli altri vangeli.
Nel Vangelo di Giovanni, Maria da sola trova la tomba di Gesù vuota, e lui le dice di non toccarlo, perché non è ancora salito al Padre. Più tardi, Gesù appare ai discepoli, passa attraverso una porta chiusa e fa toccare all'"incredulo Tommaso" le sue ferite per dimostrargli che è in carne ed ossa. In un'apparizione successiva, Gesù assegna a Pietro il ruolo di pascolare le sue "pecorelle", cioè, di guidare i suoi seguaci e prendersi cura di tutti coloro che credono in lui (Giovanni 21.15-17). Apparizioni di Gesù risorto si trovano anche nei Vangeli apocrifi: in particolare, il Vangelo degli Ebrei narra l'apparizione della Resurrezione a Giacomo fratello di Gesù.
I Vangeli Canonici non raccontano le apparizioni nello stesso modo; in particolare, vi sono differenze sia riguardo ai personaggi destinatari delle apparizioni, ai luoghi delle apparizioni (in Galilea secondo Matteo, a Gerusalemme secondo Luca, in entrambi i luoghi secondo Giovanni) sia riguardo alla durata delle apparizioni: Matteo e Marco non precisano un arco temporale, per Giovanni passano solo otto giorni tra la prima e la seconda apparizione ai discepoli a Gerusalemme (l'apparizione in Galilea che conclude questo Vangelo è un'aggiunta posteriore), mentre Luca nel Vangelo pone l'Ascensione - e quindi il periodo delle apparizioni - lo stesso giorno della Risurrezione, ma negli Atti degli Apostoli dice che Gesù appare per quaranta giorni e poi ascende al cielo. Alcuni vangeli apocrifi raccontano invece che le apparizioni durarono per circa 18 mesi.

## Apparizioni nei vangeli

### Matteo 28
- Quando Maria Maddalena e "l'altra Maria" corrono via dal sepolcro vuoto per informare i discepoli che è vivo, Gesù va incontro alle donne e dice loro "andate ad annunziare ai miei fratelli che vadano in Galilea e là mi vedranno" (Matteo 28:10[7]).
- Apparizione agli undici apostoli su una montagna della Galilea, che Gesù aveva loro indicato. In quel luogo affida loro la Grande missione evangelica (o Grande Commissione), con l'incarico di andare ed ammaestrare "tutte le nazioni".[8]

### Luca 24

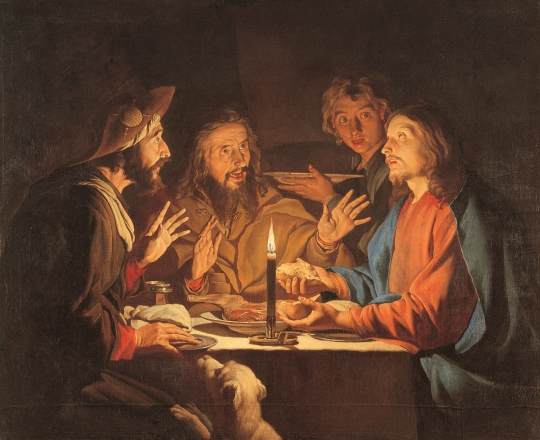
Cena a Emmaus di Matthias Stom, (1633-1639). Si noti la "frazione del pane" come il momento preciso del riconoscimento dei discepoli.

- L'apparizione a Cleopa e ad un altro discepolo sulla strada di Emmaus, mentre camminano verso Emmaus, città della Palestina situata 11 chilometri a nord-ovest di Gerusalemme. In un primo momento "i loro occhi erano incapaci di riconoscerlo". Più tardi, durante la cena a Emmaus, "allora si aprirono loro gli occhi e lo riconobbero" (Luca 24.30-31[9]).
- A "Simone". Questa apparizione non viene descritta direttamente da Luca, ma è raccontata dagli altri apostoli, i quali dicevano: "Davvero il Signore è risorto ed è apparso a Simone"[10]. Non è chiaro se ciò accadesse prima o dopo l'apparizione di Emmaus.
- Agli undici riuniti, insieme ad altri (incluso Cleopa ed il suo compagno), a Gerusalemme (Luca 24.36-38[11]).

In Luca 24.13-32 Cleopa e il suo compagno riferiscono come Gesù si sia fatto riconoscere da loro "nello spezzare il pane". Il teologo B. P. Robinson sostiene che questo significhi che il riconoscimento si verificò nel corso del pasto, ma Raymond Blacketer osserva che "Molti, forse anche la maggior parte, dei commentatori antichi e moderni, hanno visto la rivelazione dell'identità di Gesù nel momento della frazione del pane, come una sorta di implicazione o riferimento eucaristico."

### Giovanni 20–21

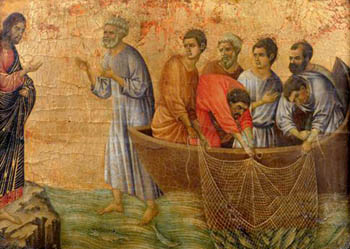
La pesca miracolosa dei 153 pesci di Duccio, XIV secolo. Gesù è a sinistra, nella quarta apparizione del Vangelo di Giovanni.

- A Maria di Magdala. Inizialmente Maria non lo riconosce e pensa che sia un giardiniere. Quando poi Gesù pronuncia il suo nome, lei lo riconosce.
- Ai discepoli (escluso Tommaso) in quello stesso giorno. Si trovavano in casa "per timore dei Giudei". Gesù entra a porte chiuse e si ferma in mezzo a loro.
- Ai discepoli incluso Tommaso, chiamato Didimo. Ciò accade una settimana dopo, sempre in casa, e comprende la famosa conversazione con l'incredulo Tommaso.
- A "Simon Pietro, Tommaso chiamato Didimo, Natanaele di Cana in Galilea, i figli di Zebedeo e due altri discepoli, presso il Lago di Tiberiade, che porta alla pesca miracolosa dei 153 pesci. Il "discepolo che Gesù amava" è presente in questo gruppo.

### Marco 16
Il cosiddetto "finale lungo di Marco" contiene tre apparizioni:
- A Maria Maddalena
- A due dei seguaci di Gesù, mentre camminano in campagna (Gesù appare loro "sotto altro aspetto").
- Agli undici mentre cenano.

Il luogo dell'apparizione agli undici non è precisato: alcuni ritengono che sia avvenuta in Galilea, dato che Gesù aveva dato lì appuntamento ai discepoli, mentre altri pensano che sia avvenuta a Gerusalemme, a causa delle analogie con il racconto di Luca (compresa la precedente apparizione ai due seguaci mentre camminano in campagna).

Il finale di Marco varia notevolmente tra i manoscritti antichi e gli studiosi sono in accordo quasi universale che la parte conclusiva del finale tradizionale, in cui avvengono tutte le apparizioni del Cristo risorto riportate da Marco, è un'aggiunta posteriore non presente nella versione originale del Vangelo di Marco. La maggioranza degli studiosi reputa la mancanza delle apparizioni della Risurrezione come aventi importante significato teologico. L'esegeta Richard Burridge confronta la fine del Vangelo di Marco con il suo inizio:

## Concordanza
Una sinossi di concordanze dei Vangeli per le apparizioni, in base agli episodi chiave dei Vangeli canonici, viene presentata nella tabella che segue:
| Numero | Evento                                  | Matteo          | Marco          | Luca          | Giovanni          |
| ------ | --------------------------------------- | --------------- | -------------- | ------------- | ----------------- |
| 1      | Portatrici di mirra/Imbalsamatori       | Matteo 28.1     | Marco 16.1     | Luca 24.1     | Giovanni 19.38-42 |
| 2      | Sepolcro vuoto                          | Matteo 28.2-6   | Marco 16.2-5   | Luca 24.2-12  | Giovanni 20.1-13  |
| 3      | Annuncio della Risurrezione di Gesù     | Matteo 28.7-8   | Marco 16.6-8   | Luca 24.1-8   |                   |
| 4      | Apparizione di Gesù alle donne          | Matteo 28.9-10  | Marco 16.9-11  |               | Giovanni 20.14-16 |
| 5      | Noli me tangere                         |                 |                |               | Giovanni 20.17-18 |
| 6      | Apparizione sulla strada di Emmaus      |                 | Marco 16.12-13 | Luca 24.13-32 |                   |
| 7      | Apparizioni agli Apostoli a Gerusalemme |                 | Marco 16.14    | Luca 24.36-43 | Giovanni 20.19-20 |
| 8      | Apparizione agli Apostoli in Galilea    | Matteo 28.16-17 |                |               | Giovanni 21.1-23  |
| 9      | Missione degli Apostoli                 | Matteo 28.18-20 | Marco 16.15-18 | Luca 24.44-49 | Giovanni 20.21-23 |
| 10     | Incredulità di Tommaso                  |                 |                |               | Giovanni 20.24-29 |
| 11     | Ascensione di Gesù                      |                 | Marco 16.19-20 | Luca 24.50-53 |                   |

## Altre apparizioni nel Nuovo Testamento

### Atti degli Apostoli
- Alla Chiesa di Gerusalemme – quaranta giorni dopo la Risurrezione, dopo la quale egli salì al Cielo, con la promessa di una seconda venuta (Atti 1.1-11[49]).
- A Saulo (Paolo), sulla via per Damasco, sebbene secondo il testo, fu una voce e non una visione, poiché Paolo venne accecato da una luce (Atti 9.3-9[50], Atti 22.6-11[51], Atti 26.12-18[52]) e anche quando Paolo "rapito in estasi" e vide il Signore che gli parlava (Atti 22.17-21[53]).
- Stefano vide Gesù appena prima di morire (Atti 7.55[54]).

### 1 Corinzi 15
- "apparve a Cefa e quindi ai Dodici", forse Paolo non ha contato bene perché Giuda si era già suicidato, mentre Mattia fu eletto dopo l'ascensione -1 Corinzi 15.5[55]
- "apparve a più di cinquecento fratelli in una sola volta" 1 Corinzi 15.6[56]
- "apparve a Giacomo, e quindi a tutti gli apostoli" -1 Corinzi 15.7[57]
- "ultimo fra tutti apparve anche a me" (Paolo) - 1 Corinzi 15.8–9[58], affermato anche in 1 Corinzi 9.1[59]

Il racconto di Paolo in 1 Corinzi 15.3-7 sembra rappresentare una professione di fede credale pre-paolina derivata dalla prima comunità cristiana:
L'antichità del Credo è stata stabilita da molti studiosi biblici, che lo fanno risalire a meno di un decennio dopo la morte di Gesù, proveniente dalla comunità apostolica di Gerusalemme. Per quanto riguarda questo Credo, Hans von Campenhausen ha scritto, "questo resoconto soddisfa tutte le esigenze di affidabilità storica che potrebbero essere fatte su tale testo", mentre lo storico A. M. Hunter asserisce: "Il brano conserva quindi una prima testimonianza unica e verificabile. Soddisfa ogni esigenza ragionevole di attendibilità storica." Robert M. Price e Hermann Detering sostengono che 1 Corinzi 15.3-4 non sia un primo credo cristiano ma un'interpretazione postpaolina. Tuttavia, secondo il noto storico delle religioni Géza Vermes nel suo The Resurrection (La Risurrezione) (2008), questi versetti non sono stati interpolati, ma scritti da Paolo nei primi anni 50 d.C. Vermes dice che le parole di Paolo sono "una tradizione che ha ereditato dai suoi anziani nella fede concernente la sepoltura, morte e risurrezione di Gesù".
Fra i critici, il tedesco Adolf von Harnack, lo storico del Cristianesimo e teologo protestante, ipotizzò una datazione del Credo molto più tarda dell'età apostolica, risalente al V secolo.
Secondo la sua Lettera ai Galati, Paolo aveva in precedenza incontrato due delle persone menzionate in questi versetti, quali testimoni della risurrezione – Giacomo il Giusto e Cefa/Pietro a cui mostra di non credere quando afferma che il vero vangelo è il suo:
(Paolo di Tarso, Galati 1.18-20)
In merito alle apparizioni di Gesù contenute nel passo in esame della Prima lettera ai Corinzi e alla loro concordanza con quelle dei vangeli canonici, gli esegeti della École biblique et archéologique française (i curatori della cattolica Bibbia di Gerusalemme) - nel rilevare come in questi racconti si notino differenti tradizioni di diversa provenienza - notano come Paolo "in 1Cor15,3-7, enumera 5 apparizioni (alle quali si aggiunge l'apparizione a Paolo stesso); queste non si possono facilmente mettere d'accordo con i racconti evangelici".
Secondo alcuni studiosi, le apparizioni riferite da Paolo nella Prima lettera ai Corinzi sarebbero collocabili fra il 30-33 e il 34-36 d.C. e alcune di esse sarebbero avvenute dopo l'Ascensione. L'apparizione ai Dodici trova riscontro nei vangeli canonici ma non trova riscontro nella logica perché Giuda si era già suicidato mentre Mattia verrà eletto dopo l'Ascensione, l'apparizione alle donne non sarebbe stata citata perché nell'ebraismo la loro testimonianza non era considerata valida, se ne deduce quindi che i vangeli non sono testi ebraici. L'apparizione ai cinquecento fratelli sarebbe collocabile dopo la Pentecoste perché a quell'epoca, secondo gli Atti degli Apostoli, la comunità cristiana contava centoventi persone (Atti 1.15), secondo altri studiosi ciò non sarebbe molto plausibile visto che nessuno storico dell'epoca, compreso Filone d'Alessandria che in quel periodo si recava a Gerusalemme, ha mai riferito di questa strabiliante apparizione di massa. Il termine "apostoli" riferito all'apparizione citata dopo quella indirizzata a Giacomo non indicherebbe i Dodici, ma il gruppo più vasto dei predicatori della giovane comunità cristiana.

### Apocalisse
Giovanni di Patmo ebbe una visione del Cristo risorto descritto nella Apocalisse 1.12-20. Secondo Apocalisse 1.11, il Figlio dell'Uomo che Giovanni vede, sarebbe colui che scrive le lettere alle sette Chiese nei capitoli 2 e 3. In Apocalisse 2.8, il Cristo chiama se stesso "il Primo e l'Ultimo, che era morto ed è tornato alla vita".

## Apparizione a Maria Maddalena

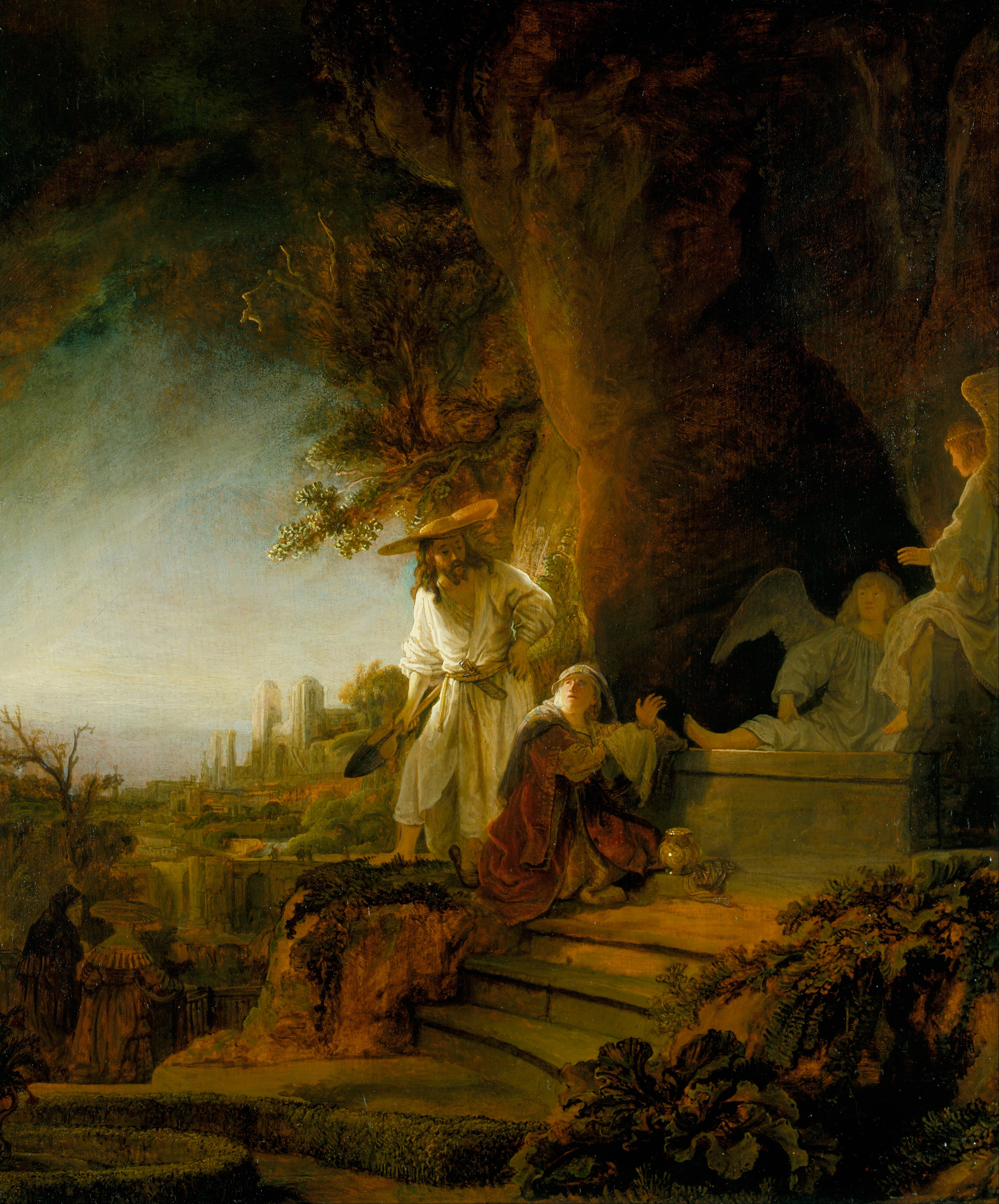
In questo dipinto Rembrandt rappresenta la sua percezione del momento in cui Maria gira la testa e vede il Cristo risorto, che ha in mano una vanga per spiegare la convinzione iniziale della donna che Gesù fosse un giardiniere.

Mentre Marco non parla di quando è avvenuto l'incidente, Matteo invece afferma che Gesù apparve a Maria Maddalena e a Maria, mentre stavano tornando a dire ai discepoli ciò che avevano visto. Giovanni, in alternativa, presenta un incidente completamente diverso; infatti - a differenza dei sinottici in cui il/gli angelo/i vengono visti dalle donne appena queste arrivano al sepolcro vuoto al mattino della domenica, e solo dopo le stesse donne corrono ad avvisare i discepoli - in Giovanni l'unica donna (la Maddalena) che arriva la mattina al sepolcro vuoto non vi si ferma ma corre subito ad avvisare i discepoli e, dopo esser tornata al sepolcro con due di loro, solo quando questi se ne saranno andati vedrà gli angeli dentro il sepolcro stesso. Il resoconto di Giovanni va in parallelo con le narrazioni dei sinottici della prima visita di Maria al sepolcro, sebbene secondo Giovanni Maria sia già stata alla tomba una volta, e Pietro l'abbia già ispezionata. A differenza della prima visita, la seconda, in Giovanni, è molto più simile al racconto sinottico del sepolcro vuoto, con Maria che ci sbircia dentro e vede all'interno due angeli vestiti di bianco sfulgente. Dopo essere stato interrogata dagli angeli circa la sua preoccupazione per la tomba vuota, Maria si volta e vede Gesù.
Ci è sconosciuto il perché Giovanni descriva Maria che temporeggia all'esterno della tomba, anche se Agostino d'Ippona propose che quando gli uomini se ne andarono, un amore più forte trattenne il sesso debole fermamente sul posto. F.F. Bruce ha suggerito che Maria sperasse che qualcuno sarebbe passato per darle qualche informazione, sebbene una domanda ovvia sia perché Maria non cerchi invece Giuseppe d'Arimatea, il proprietario della tomba. Una teoria è che Giuseppe fosse così al di sopra della classe sociale di Maria che non sarebbe stato corretto per lei andare a disturbarlo; tuttavia, una soluzione più ovvia è presentata dallo studioso neotestamentario Rudolf Schnackenburg - la versione di Giovanni sul Codex Sinaiticus presenta Maria in attesa all'interno piuttosto che all'esterno, e questo può essere la forma originale – anche se ancora una volta si pone la questione del perché ella fosse in attesa.
Giovanni presenta Maria in lagrime, che nella storia diventa poi una raffigurazione costante della Maddalena (a tipificare un "pentimento piangente"). Entrambi gli angeli rivolgono a Maria chiamandola donna, chiedendole poi perché piangesse (Ed essi le dissero: "Donna, perché piangi?"). L'appellativo non è così crudo come potrebbe apparire in un primo momento, dato che il sottostante termine greco — "gynai" (γύναι)— era il modo forbito di rivolgersi a una donna adulta. Mentre i Vangeli Sinottici dimostrano una consapevolezza delle credenze ebraiche, e la gente ci viene presentata sconvolta e impaurita degli angeli, Giovanni non dimostra alcuna consapevolezza del genere, presentando invece Maria che risponde con noncuranza, e mentre alcuni credono che ciò sia dovuto al non riconoscere la figure come angeli, a causa di dolore o delle lacrime, alcuni studiosi tendono a considerarla una causa dovuta a questioni che circondano le opere attribuite a Giovanni. La conversazione stessa si differenzia notevolmente da quella riportata dai Sinottici: gli angeli sono brevi e non danno la minima idea che Cristo sia risorto, fatto che Calvino ha cercato di giustificare sostenendo che Giovanni avesse incluso solo ciò che era necessario per confermare la risurrezione. In questo punto del testo gli angeli improvvisamente scompaiono dal racconto e Giovanni e il Sinottici iniziano nuovamente a condividere l'ordine degli eventi.
Marco cita l'incontro finale di Maria con Gesù, ma non fornisce dettagli, sebbene faccia un'osservazione che Gesù aveva cacciato sette demoni da lei, probabilmente indicando un esorcismo. Matteo riporta invece che Gesù incontrò "Maria di Màgdala e l'altra Maria" mentre stavano tornando dagli altri discepoli; si gettarono ai suoi piedi e lo adorarono; e Gesù ordinò loro di dire ai discepoli che lo avrebbero rivisto in Galilea.
Il Vangelo di Giovanni presenta una conversazione molto più elaborata. Secondo Giovanni, una volta che Maria ha spiegato agli angeli la sua preoccupazione per il sepolcro vuoto, si gira e vede ad un tratto Gesù, ma lo scambia per un giardiniere (la parola giardiniere è un ἅπαξ λεγόμενον - hápax legómenon - "detto una volta sola" nella Bibbia). Giovanni riporta la conversazione, scrivendo che Gesù ripete la domanda degli angeli a Maria sul perché stia piangendo, e Maria risponde allo stesso modo, chiedendo di sapere se Gesù (che Maria ha scambiato per qualcun altro) abbia per caso "portato via" il corpo del suo Signore (Giona 20.15). Dopo questa risposta, Gesù pronuncia il nome di Maria, che si gira e si rende conto di chi sia, dopodiché Gesù le dice enigmaticamente "Non mi toccare, perché non sono ancora salito al Padre" (cfr. "Noli me tangere") e quindi di andare a informare i discepoli. Per risolvere le differenze tra i Vangeli, alcuni commentatori inerrantisti, come l'apologista cristiano Norman Geisler, credono che dopo gli eventi narrati da Giovanni, Maria Maddalena si sia imbattuta in un altro gruppo di donne, e da qui gli eventi dei sinottici si concordano, sebbene non vi sia alcuna prova da parte di Giovanni di tale conclusione.

### Significato gnostico di Maria Maddalena

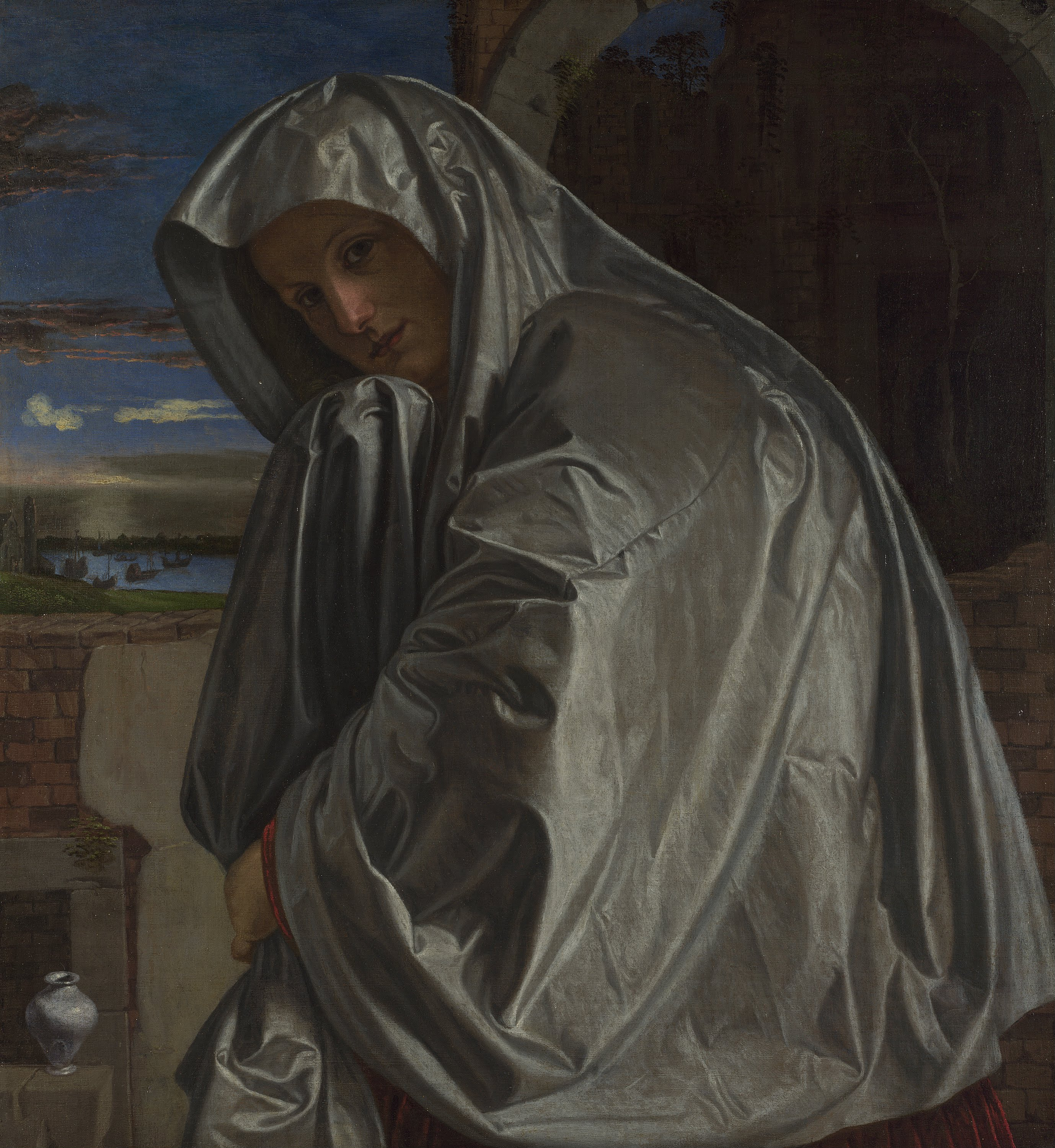
Maria Maddalena vicina al Sepolcro, di Gian Girolamo Savoldo (XVI secolo)

Il fatto che tre dei Vangeli Sinottici ritraggano Maria Maddalena come la prima a vedere Gesù risorto dopo la morte, è generalmente considerato importante. La Maddalena era una figura determinante nello Gnosticismo, e uno dei principali insegnanti oltre Gesù – l'unico altro similmente significativo era Tommaso Didimo. I sostenitori della priorità dello Gnosticismo (quale forma originaria del Cristianesimo) la reputano una chiara evidenza che Marco e quindi, a causa della priorità marciana, l'intero racconto della risurrezione, fosse destinato ad essere interpretato gnosticamente. Sebbene, a causa di credenze intrinseche sulla natura del mondo fisico, lo gnosticismo generalmente considerasse le donne come uguali, nel Giudaismo dell'epoca le donne non erano ritenute validi testimoni legali. Il teologo Brooke Westcott e altri sostenitori dell'autenticità di Giovanni, a volte usano questa considerazione per sostenere che i racconti devono essere fattuali, dal momento che, se gli autori avessero voluto falsificare l'episodio, avrebbero sicuramente utilizzato un testimone importante e rispettato.
Perché Giovanni abbia scritto che Maria inizialmente non riconoscesse Gesù, sebbene lo avesse conosciuto per un lungo periodo di tempo, è cosa molto dibattuta. Una teoria è che, dato che Luca riporta che due discepoli non riconobbero il Gesù risorto (24.13-16), la forma fisica di Gesù dopo la risurrezione doveva essere diversa, a causa del processo stesso di resurrezione, oppure per le sofferenze patite nella crocifissione. Sono state proposte spiegazioni più pratiche, tra cui la più importante è che le lagrime di Maria avevano offuscato la sua visione, o alternativamente che ella fosse così concentrata sul recupero del corpo di Gesù, che era temporaneamente assente ed incapace di vedere chi fosse davanti a lei. Tuttavia, Giovanni Calvino, e molti altri cristiani, leggevano il passo come una metafora: che la cecità di Maria di fronte a Gesù rappresenta la cecità dei non-cristiani che già conoscono Gesù. Perché Gesù incoraggi inizialmente la mancanza di riconoscimento da parte di Maria, rimane un altro mistero, anche se Martin Dibelius considera l'episodio come una metafora letteraria, in quanto il tropo dell'eroe che ritorna e non viene riconosciuto, o ritorna sotto altre spoglie, risale almeno fino all'Odissea di Omero, e il teologo francese André Feuillet vede in questo passo echi del Cantico dei cantici .

### Noli me tangere

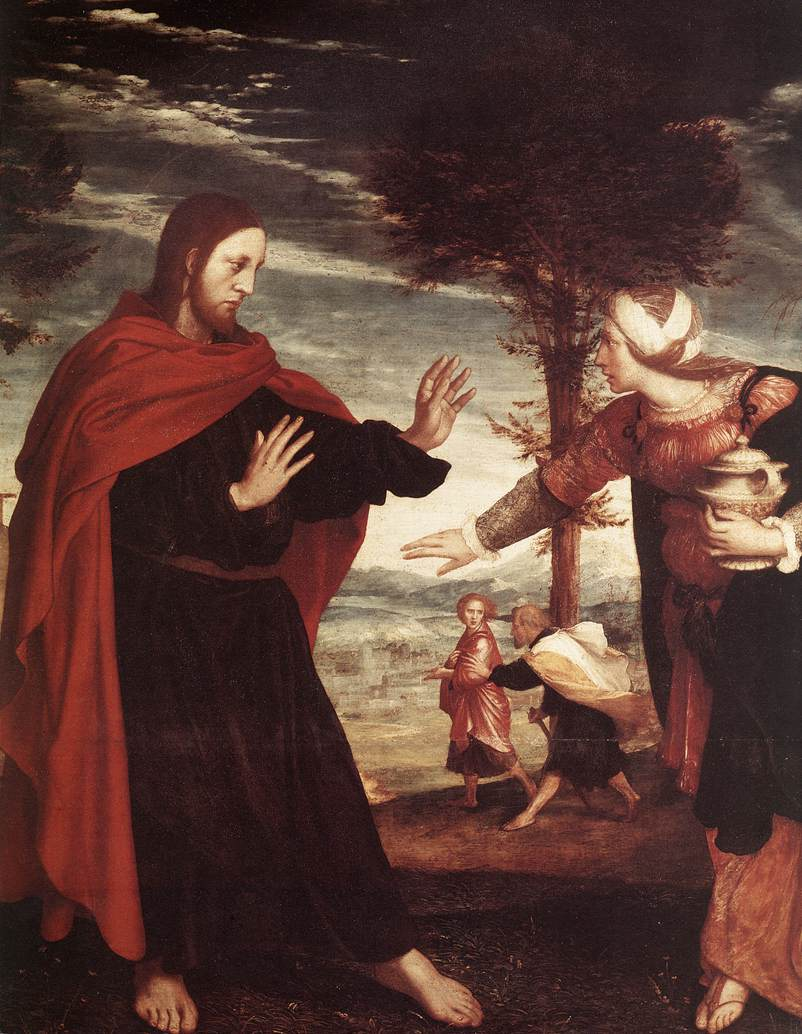
Noli me tangere: Gesù raffigurato mentre dice a Maria di non toccarlo, di Hans Holbein il Giovane

Cosa Gesù intenda quando dice (nelle traduzioni più antiche) a Maria Maddalena Non mi toccare, perché non sono ancora salito al Padre; ma va' dai miei fratelli e dì loro: Io salgo al Padre mio e Padre vostro, Dio mio e Dio vostro (Giovanni 20:17) è stato, ed è tuttora, motivo di discussioni e interpretazioni. La frase latina, Noli me tangere ("Non toccarmi"), è diventata nota come riferimento a queste parole nell'ambito delle varie traduzioni del Vangelo secondo Giovanni, parole che appaiono in contraddizione con l'invito di Gesù a Tommaso Didimo, più avanti nello stesso capitolo di Giovanni, di toccare le sue mani e il suo costato (Giovanni 20.27), e con il resoconto in Matteo 28.1-9 di Maria Maddalena "e l'altra Maria" che, "avvicinatesi, gli presero i piedi e lo adorarono".
Esiste una vasta gamma di soluzioni proposte, e forse le più semplici sono quelle che asseriscono una corruzione testuale: alcuni dicono che il negativo "non" non c'era nell'originale, mentre lo studioso W. E. P. Cotter sostiene che il testo originariamente riportasse la parola paura piuttosto toccare (cioè, non mi temere), e W. D. Morris propone che in origine il testo dicesse paura di toccare (cioè, non abbiate paura di toccarmi).
Non esiste però nessuna prova di queste interpretazioni nei manoscritti, e quindi la maggior parte degli studiosi si concentra su argomenti non testuali. L'accademico Charles H. Kraft sostiene che siccome era contro il rituale toccare un cadavere, Gesù abbia voluto far rispettare questa norma, considerandosi morto, mentre invece lo studioso neotestamentario Ceslas Spicq propone che Gesù si sia considerato un sommo sacerdote (ebraico), che non doveva essere contaminato dal contatto fisico, e altri ancora hanno proposto che fosse stato ordinato a Maria di avere fede e non cercare prove fisiche.

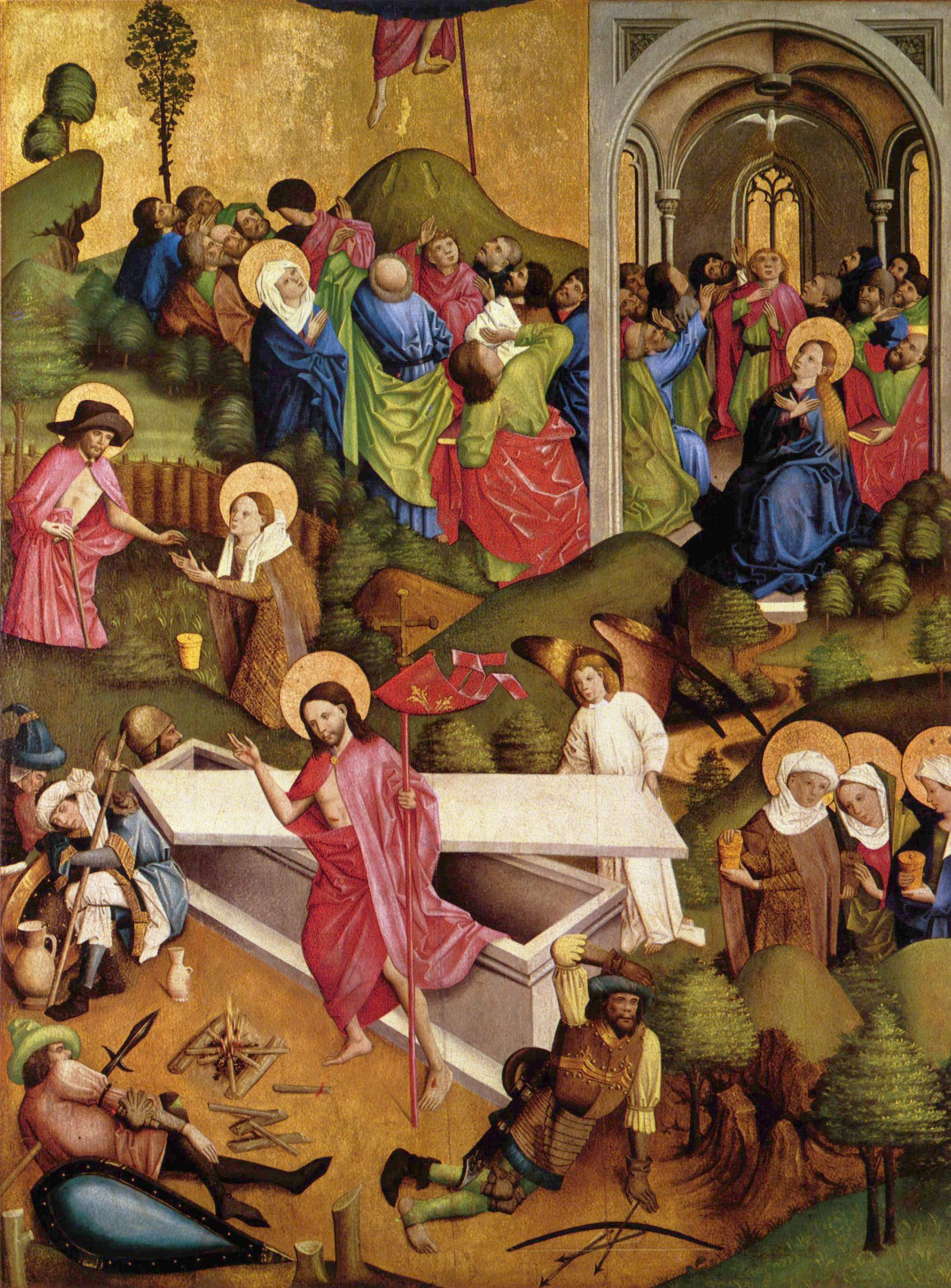
Apparizioni dopo la Risurrezione (dal basso, in senso orario): Risurrezione, Noli me tangere, Ascensione, Pentecoste - dipinto di Meister des Schöppingen (1449), Pfarrkirche, Vestfalia.

Queste soluzioni non testuali trascurano il fatto che Giovanni in seguito descrive che Tommaso Didimo viene incoraggiato a toccare le ferite di Gesù, a quanto pare in contraddizione con gli argomenti precedenti. Di conseguenza, altre proposte sostengono che Gesù voglia affermare una qualche forma di decoro: Giovanni Crisostomo e Teofilatto sostengono che Gesù stesse richiedendo che gli fosse dimostrato più rispetto. La nozione di "decoro/correttezza" (rispetto) proposta da alcuni è legata all'idea che, mentre era inappropriato per una donna toccare Gesù, era invece permesso ad un uomo come Tommaso. Josef Kastner asserisce che Gesù era nudo, dal momento che i suoi indumenti funerari erano stati lasciati nella tomba, cosicché Giovanni descrive Gesù preoccupato che Maria potesse essere tentata dal suo corpo.
H.C.G. Moule suggerisce che Gesù stia semplicemente rassicurando Maria, dicendole che egli è realmente su questa Terra e non c'è bisogno di condurre altri accertamenti; altri hanno proposto che Gesù si stia solo preoccupando di rimanere in argomento, istruendo quindi Maria di "non perdere tempo a toccarmi (non trattenermi), vai a dirlo ai discepoli".
C. K. Barrett asserisce che, siccome Gesù vieta a Maria di toccarlo sostenendo che "non è salito al Padre", allora subito dopo avrebbe potuto esser asceso al cielo prima di incontrare Tommaso (e quindi dopo l'incontro con Maria), ritornando una seconda volta per incontrarsi con lui, sebbene questa interpretazione implichi appunto che l'incontro con Tommaso sia stata una qualche forma di seconda visita alla Terra, sollevando quindi diverse questioni teologiche, tra cui quella della Seconda venuta - pertanto questa teoria è respinta dalla maggior parte dei cristiani. Giovanni Calvino ha affermato che Maria Maddalena (e l'altra Maria) aveva iniziato ad aggrapparsi a Gesù, come se cercasse di tenerlo fermo sulla Terra, e così Gesù le dice di lasciar stare. Alcuni dicono che Gesù era disposto a fornire a Tommaso elementi di prova sufficienti a superare la sua incredulità, mentre ciò non era necessario per Maria. Nel caso di Maria, ella aveva di certo amato Gesù profondamente, grazie anche al fatto che era stata da lui purificata (Marco 16.9) ed era riluttante a lasciare Gesù ora che era tornato. Ciò dimostra la capacità di Gesù di penetrare l'animo umano e capire le motivazioni più profonde di ogni individuo.

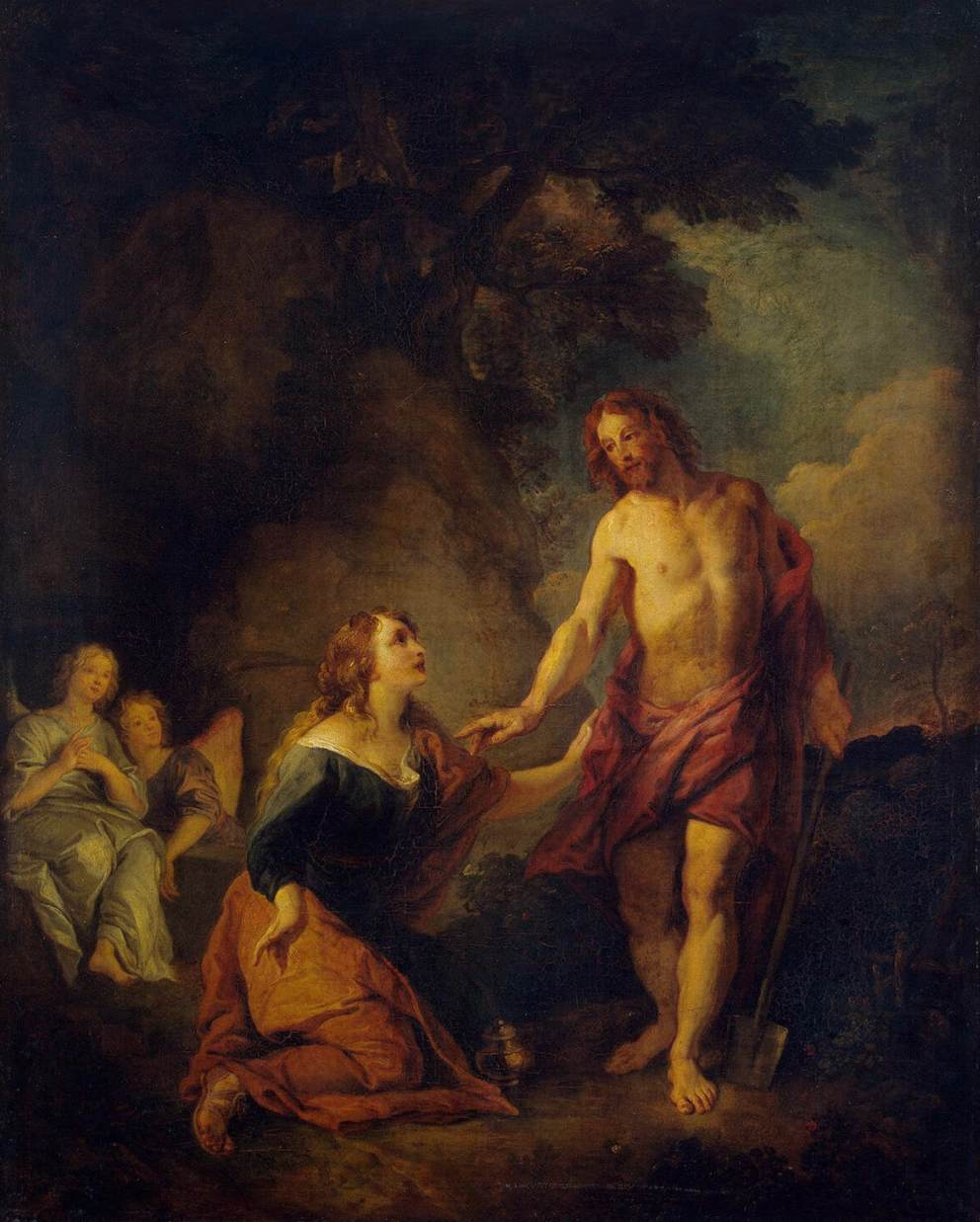
Gesù appare alla Maddalena di Charles de La Fosse (1685). Anche qui Gesù impugna una vanga, a simboleggiare la convinzione di Maria che egli fosse un giardiniere.

La frase ha costituito uno degli argomenti principali nei primi dibattiti di Cristologia, apparentemente indicando una qualche forma di intangibilità, visione condivisa in epoca moderna da Bultmann - e quindi sostenere il docetismo (nella fattispecie, la proposizione in cui il corpo di Gesù "non è risorto come oggetto fisico" - non mi toccare, perché non puoi). Questo è alquanto in contrasto con l'enfasi generale di Giovanni contro il docetismo, e così coloro che pensano Giovanni faccia una polemica deliberata, tendono invece a vedere questo versetto come un attacco contro Maria. Gli gnostici spesso considerano Maria Maddalena superiore agli altri discepoli e molto più vicina a Gesù, sia a livello spirituale che personale, e quindi un Gesù che tratti Maria con disprezzo metterebbe in dubbio il rispetto e l'enfasi che lo gnosticismo poneva su di lei, quasi nello stesso modo in cui Tommaso Didimo viene presentato come incredulo della fisicità di Gesù fino al momento che non ne conferma la realtà, mentre gli gnostici vedevano Tommaso come un grande maestro, che ebbe molte rivelazioni e sostenne il docetismo.
Giovanni descrive la crocifissione come se fosse avvenuta in un giardino in cui si trova anche la tomba utilizzata per la sepoltura di Cristo. I due angeli che Maria Maddalena vede presso questa tomba sono descritti seduti sulla lastra di pietra dove aveva giaciuto il corpo di Cristo, scena che ricorda la posizione dei due cherubini posti sul coperchio propiziatorio dell'Arca dell'Alleanza. Così, mediante la risurrezione di Cristo, il suo luogo di sepoltura da profanazione finale del Figlio di Dio viene trasformato addirittura in Santo dei Santi; il lastrone di sepoltura in coperchio propiziatorio; il suo corpo nella Shekhinah, la forma visibile della Presenza Divina. In questa luce, le parole di Cristo a Maria Maddalena potrebbero effettivamente rappresentare il fatto che, come sommo sacerdote celeste, non possa essere toccato fino a quando non sia entrato nel Santo dei Santi Celeste a comparire dinanzi al "mio Dio e vostro Dio" (cioè, indicativo del rapporto umano con Dio che condivide con Maria Maddalena e coi suoi discepoli) e al "Padre mio e Padre vostro" (cioè, indicativo del rapporto divino con Dio, che egli condivide con Maria Maddalena e coi suoi discepoli, come primogenito di una nuova umanità). Al pari del sommo sacerdote ebraico nel Giorno dell'Espiazione e degli angeli nei racconti della risurrezione, Cristo non sarebbe stato nudo, ma vestito di un radiante abito bianco, lo stesso abito di luce bianca in cui comparve nella sua Trasfigurazione.

### Messaggio di Maria
Marco riporta semplicemente che Gesù incontrò Maria, e Luca non riporta nemmeno questo, ma Matteo narra che Gesù disse a Maria di avvisare i discepoli di incontrarlo, mentre Giovanni descrive Gesù che dà a Maria un messaggio specifico da riportare: Io salgo al Padre mio e Padre vostro, Dio mio e Dio vostro. Matteo racconta anche che, mentre Maria di Magdala e l'altra Maria stavano tornando dai discepoli, le sentinelle della città informarono i capi dei sacerdoti di "quanto era accaduto", e il Sinedrio diede una buona somma di denaro ai soldati dicendo: "Dichiarate: i suoi discepoli sono venuti di notte e l'hanno rubato, mentre noi dormivamo. Matteo afferma inoltre che questa diceria del cadavere trafugato "si è divulgata fra i Giudei fino ad oggi".

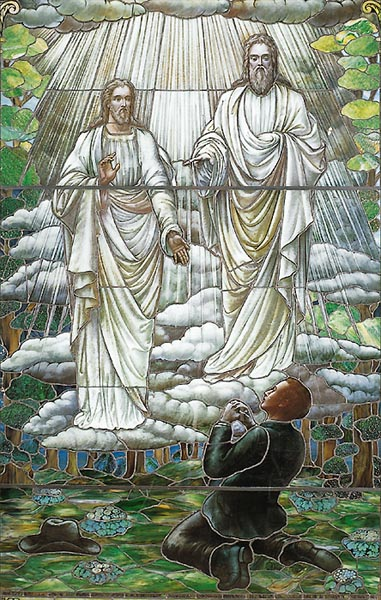
Joseph Smith, fondatore del Mormonismo, dichiarò di aver visto due "personaggi" nella primavera del 1820, uno dei quali indicò l'altro dicendo: "Questo è il mio beneamato figliolo. Ascoltalo!". I mormoni insegnano che in questa Prima Visione apparvero a Joseph Smith Dio Padre e Gesù Cristo

## Problemi
I racconti sulle apparizioni di Gesù riportati dai Vangeli canonici presentano importanti differenze riguardanti luoghi, tempi e destinatari delle stesse. Anche lo storico Bart Ehrman, specializzato nel Nuovo Testamento, sottolinea - analogamente al biblista Mauro Pesce - che, in merito alle discordanze tra le fonti neotestamentarie relative alla risurrezione e alle apparizioni di Gesù, "i vangeli dissentono su ogni dettaglio o quasi. [...] Non si tratta di piccole discrepanze su un paio di dettagli, ma di un'evidente incompatibilità complessiva che riguarda ogni elemento della storia. Insomma, non sono certo queste le fonti ideali per ricostruire un episodio del passato".
Ad esempio, in merito al luogo della prima apparizione di Gesù agli apostoli - che in entrambi i casi seguivano le indicazioni precedentemente date loro - secondo i vangeli di Giovanni e Luca avviene a Gerusalemme, mentre invece i vangeli di Marco e Matteo pongono entrambi l'episodio in Galilea; Gerusalemme è in Giudea e dista dalla Galilea circa duecento chilometri: per percorrere il tragitto da Gerusalemme a Cafarnao a piedi occorre almeno una settimana, tenendo anche presente che gli Ebrei il sabato non potevano viaggiare. Si consideri, altresì, che secondo il Vangelo di Luca, creando altre discrepanze tra le varie versioni, Gesù il giorno della Risurrezione proibisce agli apostoli di lasciare Gerusalemme fino a quando non avessero ricevuto la potenza dello Spirito, il che avverrà solo successivamente alla sua Ascensione. Vi sono poi ulteriori discordanze incrociate sulla prima apparizione di Gesù agli apostoli: Giovanni e Luca pongono entrambi l'episodio a Gerusalemme ma Giovanni dice di fronte a 10 apostoli (mancando Tommaso) mentre Luca dice di fronte a tutti e 11 gli apostoli rimasti; invece, Marco e Matteo pongono entrambi l'episodio in Galilea ma Marco dice che avviene in una mensa e Matteo dice che avviene su un monte (ma secondo diversi esegeti l'apparizione riferita dal finale del vangelo di Marco si verifica invece a Gerusalemme). Inoltre, in merito all'ordine dato agli apostoli di recarsi in Galilea dopo la risurrezione, secondo il Vangelo di Marco è un angelo che dà tale ordine, mentre secondo il Vangelo di Matteo è Gesù stesso a darlo.
Gli studiosi ritengono che esistessero due diversi cicli di racconti, uno ambientato in Galilea e l’altro in Giudea; gli evangelisti avrebbero attinto all’uno o all’altro (Matteo, Luca e Marco) oppure ad entrambi (Giovanni). Il racconto delle apparizioni in Galilea sarebbe più antico. Bisogna anche considerare che l’arco temporale delle apparizioni è diverso: il Vangelo di Luca le pone nella stessa giornata, il Vangelo di Giovanni nello spazio di otto giorni (a cui andrebbe aggiunta l’apparizione in Galilea, che è un’aggiunta posteriore), il Vangelo di Matteo nello spazio di tempo necessario per il viaggio da Gerusalemme alla Galilea, mentre il Vangelo di Marco non dà riferimenti temporali. e infine, secondo gli Atti degli Apostoli, l'Ascensione avviene dopo 40 giorni, durante i quali Gesù appare agli apostoli "con molte prove".
Secondo alcuni studiosi, dopo la Risurrezione di Gesù gli apostoli sarebbero tornati in Galilea e poi rientrati a Gerusalemme per la festa di Pentecoste, per cui la successione cronologica delle apparizioni di Gesù narrate dai vangeli canonici sarebbe la seguente:
- apparizione a Maria Maddalena (Matteo 28,9-10; Marco 16,9-11 e Giovanni 20, 14-16; il primo riporta l'apparizione anche ad un'altra donna, gli altri due no)
- apparizione ai discepoli di Emmaus (Marco 16, 12-13 e Luca 24, 13-32)
- prima apparizione agli apostoli a Gerusalemme (Giovanni 20, 19-20 e Luca 24,36-43; il primo riporta l’assenza di Tommaso, il secondo no)
- seconda apparizione a Gerusalemme otto giorni dopo (con la presenza di Tommaso, Giovanni 21,1-13)
- apparizione in Galilea sul lago di Tiberiade a sette persone tra apostoli e semplici discepoli (Giovanni 21,1-13; alcuni dei nomi citati non fanno parte del gruppo dei Dodici)
- apparizione in Galilea su un monte agli Undici, probabilmente con la presenza di altri discepoli (Matteo 28, 19-20)
- apparizione a Gerusalemme agli Undici seduti a mensa  (Marco 16, 14)[104].

Secondo altri studiosi, l’arco temporale di quaranta giorni in cui, secondo gli Atti degli Apostoli, si sarebbero verificate le apparizioni di Gesù prima dell’Ascensione, unitamente ai tempi lunghi richiesti per i viaggi tra la Giudea e la Galilea (una settimana di cammino a piedi) renderebbero problematica l’armonizzazione e l’integrazione completa dei racconti delle apparizioni così come sono narrati nei Vangeli canonici. Raymond Brown ha affermato che la struttura dei racconti delle apparizioni di Gesù riportati dagli evangelisti non permette di armonizzarli e di stabilire la loro esatta sequenza cronologica senza forzare l’evidenza dei racconti stessi; tale teologo sottolinea infatti:
 Ad esempio, non si capisce il motivo per cui, dopo aver visto Gesù a Gerusalemme, gli apostoli sarebbero rientrati in Galilea per poi tornare nuovamente a Gerusalemme. Viceversa, sembra più plausibile che la prima apparizione sia stata quella in Galilea riportata da Matteo, dal momento che i discepoli dubitano, cosa che non sarebbe successa se avessero già avuto altre apparizioni. Sotto questo aspetto, il tentativo di Luca e Giovanni di collocare a Gerusalemme la prima apparizione agli apostoli nella sera di Pasqua sembra dettato più probabilmente da ragioni teologiche che da interessi storici.
Carlo Maria Martini ha sottolineato che lo scopo degli evangelisti non era quello di provare storicamente la realtà della risurrezione, indicandone le prove storiche complete già elaborate in senso moderno; il loro scopo era invece quello di annunciare la risurrezione, presentandola nel suo significato religioso. Di fronte ad una molteplicità cronologica e geografica delle manifestazioni di Gesù risorto messa a disposizione dalle diverse tradizioni, gli evangelisti avrebbero usato liberamente il materiale a loro disposizione, modellandolo secondo le loro finalità teologiche. A differenza di altri episodi della vita di Gesù (come la Passione), nel caso delle apparizioni del Risorto non era necessario elaborare un racconto organico, dal momento che un singolo episodio sarebbe stato sufficiente per annunciare la risurrezione; per questo motivo non si sarebbe formata una “leggenda ufficiale” sulle apparizioni post-risurrezione. Il problema non è quello di livellare le divergenze tra i racconti per difendere la verità delle testimonianze, ma di valutarle seriamente, considerandole anche sotto il profilo teologico.

## Analisi teologica
Secondo alcuni teologi, le apparizioni di Gesù riferite dai Vangeli canonici si possono distinguere in apparizioni private e apparizioni ufficiali o di testimonianza: le prime sono destinate alle donne (la cui testimonianza non era valida per la legge ebraica), ai discepoli di Emmaus e all'apostolo Pietro (quest'ultima citata solo dal vangelo di Luca oltre che dalla Prima lettera ai Corinzi), mentre le seconde sono indirizzate al gruppo degli Undici. Le apparizioni di testimonianza presentano due fasi: il riconoscimento (con cui Gesù risorto si fa riconoscere) e l’affidamento della missione (in cui Gesù dà l’incarico di predicare il suo messaggio).
Le apparizioni del Risorto non sono riducibili ad eventi puramente oggettivi e materiali, perché i destinatari di esse non sono osservatori neutrali e distaccati, ma non sono neanche riducibili a semplici visioni: non sono sensazioni soggettive ma esperienze oggettive, indotte da una presenza trascendente ma reale. Sono eventi escatologici, in cui il Gesù che era stato crocifisso si manifesta come risorto e si rivela vivo e presente nella storia che continua. Le apparizioni di Gesù presuppongono la fede, tuttavia non sono esperienze di fede ma incontri con il risorto, che finiscono per rafforzare la fede stessa. Come ha affermato il teologo Hans Küng, «non fu la fede dei discepoli a risuscitare Gesù ma fu il resuscitato a condurli alla fede».
La collocazione geografica delle apparizioni risponde alle concezioni teologiche degli evangelisti. Per la teologia di Matteo, Gerusalemme ha una connotazione negativa, perciò colloca l’apparizione in Galilea, terra dove è iniziata la missione di Gesù. L’evento avviene su un monte, richiamando l’episodio del discorso sulle beatitudini, pronunciato su una montagna (secondo alcuni studiosi potrebbe trattarsi dello stesso monte, per cui l'intenzione di Matteo sarebbe quella di indicare che per incontrare Gesù risorto è necessario accettare e praticare le beatitudini da lui insegnate). Luca ambienta invece le apparizioni a Gerusalemme perché è in questo luogo che si è conclusa la vicenda terrena di Gesù ed è da qui che dovrà partire la predicazione dei suoi discepoli. Nel vangelo di Giovanni si accetta l’impostazione di Luca ponendo Gerusalemme come luogo privilegiato delle apparizioni, tuttavia non si esclude che le apparizioni possano essersi verificate anche in altri luoghi, come attesta l’ultimo capitolo dove si presenta un’apparizione in Galilea. La categorica esclusione della Galilea da parte di Luca come teatro delle apparizioni potrebbe essere dovuta anche a qualche polemica esistente con le comunità cristiane ivi residenti, oppure con l’inaridimento del messaggio cristiano in questa regione. Nel vangelo di Marco Gesù dà l’appuntamento ai discepoli in Galilea, tuttavia appare loro a Gerusalemme. Dato che il finale di questo vangelo è un’aggiunta posteriore potrebbe risentire di tradizioni più tarde, ma dal punto di vista teologico potrebbe significare che Gesù viene incontro ai suoi fedeli dove essi si trovano, non dove lui vorrebbe che fossero.
Per quanto riguarda i tempi, a differenza di Matteo (che presuppone alcuni giorni per il viaggio in Galilea) e di Giovanni (che riporta più apparizioni in momenti diversi), Luca ambienta tutto nella stessa giornata e per questo conta i giorni alla maniera dei Romani (per cui il nuovo giorno cominciava all’alba) e non alla maniera degli Ebrei, per cui il giorno cominciava dopo il tramonto; nel secondo caso non sarebbe riuscito nella stessa giornata a far tornare i discepoli di Emmaus a Gerusalemme e ad ambientarvi l’apparizione di Gesù. L’intento di Luca è quello di dare all’evento pasquale e alle sue manifestazioni unità di tempo oltre che di luogo.
Gli esegeti curatori della Bibbia TOB - sottolineando come "At1,3-11 [...] colloca questo evento [l'ascensione] quaranta giorni più tardi", mentre il Vangelo di Luca pone l'ascensione il giorno stesso della risurrezione - avanzano quindi una spiegazione teologica per tale discrepanza storica: "In At1,6-11, Luca dà un altro racconto dell'ascensione" che deve essere visto come «ecclesiale», ovvero come l'annuncio dell'inizio della predicazione della Chiesa, diversamente da quello del Vangelo secondo Luca che è «dossologico» e riguarda l'esaltazione di Gesù il giorno stesso della risurrezione; i curatori della Bibbia edizioni Paoline aggiungono come "Gesù era già salito al Padre in anima e corpo sin dalla risurrezione, Lc24,51. cf Gv20,17: la scena dell'ascensione, 40 giorni dopo, significa che le apparizioni di Gesù e la sua rivelazione ai discepoli sono terminate".
Bisogna inoltre rilevare che Luca, come successivamente farà Giovanni, dà risalto alla corporeità di Gesù risorto, pur mettendo in rilievo che non è più soggetto alle limitazioni spazio-temporali, per cui può apparire in un luogo chiuso e poi scomparire. Su questo potrebbe avere influito la necessità di rispondere a possibili polemiche che i racconti della risurrezione potrebbero avere innescato, ma oltre a ciò Luca vuole sottolineare che, per la loro futura missione di testimoni ufficiali, i discepoli si devono pienamente convincere della realtà della risurrezione di Gesù.

## Altre opinioni
Alcuni critici asseriscono che Gesù possa essere esistito e gli eventi narrati nei Vangeli possano essere successi, ma che furono travisati dai suoi seguaci.
Molti studiosi sono concordi nel ritenere che i discepoli di Gesù siano stati sinceri nell'affermare di "averlo visto" dopo la morte, anche se gli studiosi non credenti rifiutano le spiegazioni di ordine soprannaturale.
Alfred Loisy interpretò i racconti delle apparizioni di Gesù dopo la morte come un'allucinazione collettiva dei suoi discepoli.
Vari studiosi moderni concordano con l’ipotesi delle allucinazioni, aggiungendovi alcune considerazioni di ordine psicologico. Inizialmente ci sarebbe stata una singola apparizione a Pietro (di cui riferiscono il vangelo di Luca in 24.34e le lettere di Paolo in 1 Corinzi 15.5), favorita dal suo senso di colpa per avere rinnegato il maestro. Quest’apparizione avrebbe causato una suggestione agli altri discepoli, favorita dal loro stato emotivo di costernazione per la morte in croce del loro maestro. L’apparizione a Maria Maddalena sarebbe stata causata dal suo grande affetto per Gesù, mentre quella successiva a Paolo di Tarso sarebbe stata provocata da una crisi di coscienza. Secondo altri studiosi, la struttura dei racconti delle apparizioni di Gesù risorto e il coinvolgimento di luoghi e persone diverse sarebbe in contraddizione con l’ipotesi che si tratti semplicemente di allucinazioni.
Il filosofo e teologo protestante James A. Keller ha messo in discussione l'attendibilità dei racconti riguardanti le apparizioni dopo la risurrezione, affermando: "Tutto ciò che abbiamo sono i rendiconti di altre persone su quello che i testimoni oculari presumibilmente videro, e questi rendiconti sono in genere superficiali e scritti molti anni dopo. Quindi lo storico che vuole capire ciò che l'evento della risurrezione significhi, deve utilizzare resoconti successivi, abbozzati, di seconda mano, su quello che i testimoni oculari videro, e da essi deve cercare di determinare il significato dell'evento della risurrezione".
Secondo il teologo gesuita Roger Haight, le diverse versioni sui racconti della resurrezione fornite dai quattro Vangeli non vanno considerate come resoconti storici dettagliati di ciò che avvenne; le storie sulle apparizioni e sulla tomba vuota hanno lo scopo di comunicare verità di fede e bisogna perciò vedere il loro significato teologico. Al di là dei dettagli, tali storie ci possono fornire indicazioni alcune storiche generali; ad esempio il racconto dell'apparizione ai discepoli di Emmaus significa che la fede nella resurrezione di Gesù non si sviluppò all'interno della comunità cristiana solo per le apparizioni in sé, ma mediante un processo di trasformazione dei discepoli, che si verificò attraverso il ricordo della predicazione di Gesù, l'esame della sua figura alla luce delle Scritture ebraiche e la celebrazione del pasto eucaristico secondo l'insegnamento di Gesù stesso.

## Uso liturgico
Nella Chiesa ortodossa, le apparizioni del Cristo risorto che si trovano nei quattro Vangeli vengono lette durante i Mattutini in un ciclo di undici settimane di letture evangeliche, note come gli Undici Evangelari Mattutini.

## Apparizioni riportate al di fuori del Nuovo Testamento

### Vangeli apocrifi

#### Vangelo degli Ebrei
Nel Vangelo degli Ebrei, Gesù appare a Giacomo il Giusto.

#### Vangelo di Gamaliele
Nel Vangelo di Gamaliele è Maria, la madre di Gesù, a recarsi al sepolcro la mattina presto e a trovarlo vuoto; Gesù risorto le appare e si fa riconoscere, quindi la esorta ad andare a trovare i discepoli annunziando la sua resurrezione. Poi Gesù appare in sogno a Pilato dicendogli di essere risorto e lo esorta ad andare al sepolcro. Pilato vi si reca e trova il sepolcro vuoto.

### Libro di Mormon
Nella teologia della Chiesa di Gesù Cristo dei santi degli ultimi giorni, Gesù apparve agli abitanti delle Americhe dopo la sua risurrezione a Gerusalemme, come narrato nel Libro di Mormon (con inizio a Terzo Nefi.11).

## Apparizioni dopo l'ascensione e secondo la Chiesa cattolica

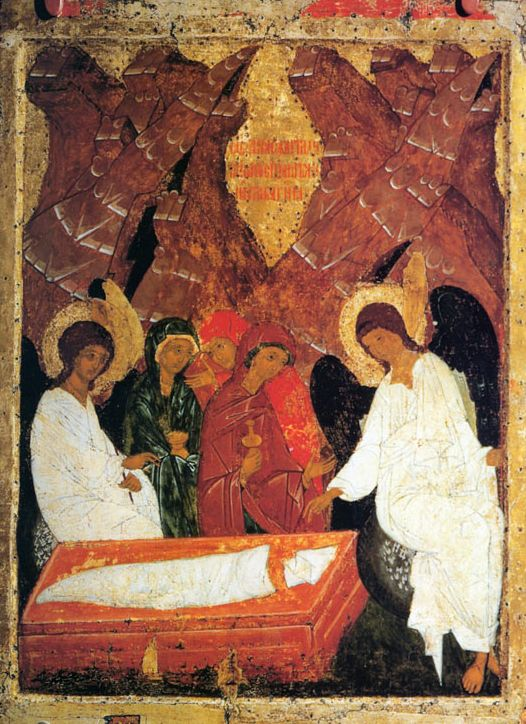
Icona usata nella Domenica delle Portatrici di Mirra, che illustra una delle apparizioni di Cristo risorto. Le due Marie sono al centro con i due angeli ai loro lati - in primo piano si vede il Santo Sepolcro con l'Epitaphion ed il Sudario.

Con le possibili eccezioni delle apparizioni a Paolo e Anania in Atti 9, Atti 22, Atti 26 e a Giovanni di Patmo in Apocalisse 1, la Bibbia riporta solo le apparizioni di Gesù prima dell'Ascensione. Tuttavia, un certo numero di visioni di Gesù e di Maria sono stati riportate molto tempo dopo che il Libro dell'Apocalisse fu scritto, alcune delle quali anche recentemente, nei secoli XX e XXI. La Santa Sede ne approva solo una minima frazione, sebbene alcuni di questi visionari abbiano ricevuto la beatificazione e alcuni siano anche stati proclamati santi. Tuttavia, i cattolici non sono tenuti a credere a queste visioni.
Nonostante le previste controversie, le apparizioni post-Ascensione di Gesù e della Vergine Maria hanno comunque svolto un ruolo chiave nella direzione presa dalla Chiesa cattolica: ad esempio, la formazione dell'Ordine francescano, le devozioni del Santo Rosario, il Volto Santo di Gesù e il Sacro Cuore di Gesù.
La Congregazione per la Dottrina della Fede in Vaticano ha pubblicato una serie dettagliata di fasi per "giudicare presunte apparizioni e rivelazioni", che presumono un'origine soprannaturale. La Santa Sede quindi riconosce qualcuna delle "conversazioni" post-Ascensione con Gesù: per esempio, la biografia vaticana di santa Teresa d'Avila fa chiaro riferimento al suo dono di locuzione interiore e alle sue conversazioni con Gesù. La biografia vaticana di santa Faustina Kowalska va oltre, nel senso che non si riferisce solo alle sue conversazioni con Gesù, ma ne cita anche alcune.
Le apparizioni postascensionali possono essere classificate in tre gruppi: le locuzioni interiori in cui non è riportato nessun contatto visivo (per es. Teresa d'Avila), le visioni dove si afferma che un contatto visivo (e a volte fisico) è avvenuto (per es. esempio Margherita Maria Alacoque) e dettati dove vengono prodotti grandi quantità di testo (per es. Maria Valtorta). Juan Diego Cuauhtlatoatzin (1474-1548) riporta una visione della Vergine Maria che produsse un manufatto fisico (immagine della Madonna sul mantello), ma (a parte le stigmate) non sono stati riportati manufatti fisici ottenuti dalle apparizioni postascensionali di Gesù.
Come modello storico, nella maggior parte dei casi l'approvazione di una visione da parte del Vaticano sembra faccia seguito all'accettazione generale della visione dopo oltre un secolo. Tuttavia, alcune recenti devozioni cattoliche hanno avuto un percorso accelerato. Ad esempio, la "Medaglia del Volto Santo" si basa su una visione riportata di recente, avuta nel 1936 da suor Maria Pierina De Micheli ed è stata approvata da Papa Pio XII nel 1958.

### Riferimenti
1. ↑  Murray J. Harris, The Expositor's Bible Commentary, Vol. 10, Zondervan, 1976, p. 307
2. ↑   "The First Letter to the Corinthians" (archiviato dall'url originale il 5 settembre 2012), di Barry D. Smith, Crandall University.
3. ↑   Luca 24:39, CEI.
4. ↑   Giovanni 21.15-17, su La Parola - La Sacra Bibbia in italiano in Internet.
5. 1 2  Roger Haight, Gesù simbolo di Dio, Fazi, 2013
6. ↑  Mauro Pesce, Corrado Augias, Inchiesta su Gesù, Mondadori, 2006
7. ↑   Matteo 28:10, su La Parola - La Sacra Bibbia in italiano in Internet.
8. ↑   Mt 28.19-20, su laparola.net.:"Andate dunque e ammaestrate tutte le nazioni, battezzandole nel nome del Padre e del Figlio e dello Spirito santo, insegnando loro ad osservare tutto ciò che vi ho comandato. Ecco, io sono con voi tutti i giorni, fino alla fine del mondo."
9. ↑   Lc 24.30-31, su La Parola - La Sacra Bibbia in italiano in Internet.
10. ↑   Luca 24.34, su La Parola - La Sacra Bibbia in italiano in Internet.
11. ↑   Lc 24.36-38, su La Parola - La Sacra Bibbia in italiano in Internet.
12. ↑   Luca 24.13-32, su La Parola - La Sacra Bibbia in italiano in Internet.
13. ↑  B. P. Robinson, "The Place of the Emmaus Story in Luke-Acts," NTS 30 [1984], p. 484.
14. ↑  Raymond A. Blacketer, "Word and Sacrament on the Road to Emmaus: Homiletical Reflections on Luke 24:13-35," CTJ 38 [2003], p. 323.
15. ↑  A.A.V.V., Nuovo dizionario di teologia biblica, Edizioni Paoline, 1988
16. ↑  Carlo Maria Martini, op. cit.
17. ↑  D. C. Parker, The Living Text of the Gospels (Cambridge University Press, 1997), p. 125; anche un commentario di Matteo e Marco del XII secolo finisce a  Mc 16:8, su laparola.net.
18. ↑   Mc, su La Parola - La Sacra Bibbia in italiano in Internet.
19. ↑  Richard A. Burridge, Four Gospels, One Jesus? A Symbolic Reading (II ed., Eerdmans, 2005), pp. 64-65.
20. ↑   Matteo 28.1, su La Parola - La Sacra Bibbia in italiano in Internet.
21. ↑   Marco 16.1, su La Parola - La Sacra Bibbia in italiano in Internet.
22. ↑   Luca 24.1, su La Parola - La Sacra Bibbia in italiano in Internet.
23. ↑   Giovanni 19.38-42, su La Parola - La Sacra Bibbia in italiano in Internet.
24. ↑   Matteo 28.2-6, su La Parola - La Sacra Bibbia in italiano in Internet.
25. ↑   Marco 16.2-5, su La Parola - La Sacra Bibbia in italiano in Internet.
26. ↑   Luca 24.2-12, su La Parola - La Sacra Bibbia in italiano in Internet.
27. ↑   Giovanni 20.1-13, su La Parola - La Sacra Bibbia in italiano in Internet.
28. ↑   Matteo 28.7-8, su La Parola - La Sacra Bibbia in italiano in Internet.
29. ↑   Marco 16.6-8, su La Parola - La Sacra Bibbia in italiano in Internet.
30. ↑   Luca 24.1-8, su La Parola - La Sacra Bibbia in italiano in Internet.
31. ↑   Matteo 28.9-10, su La Parola - La Sacra Bibbia in italiano in Internet.
32. ↑   Marco 16.9-11, su La Parola - La Sacra Bibbia in italiano in Internet.
33. ↑   Giovanni 20.14-16, su La Parola - La Sacra Bibbia in italiano in Internet.
34. ↑   Giovanni 20.17-18, su La Parola - La Sacra Bibbia in italiano in Internet.
35. ↑   Marco 16.12-13, su La Parola - La Sacra Bibbia in italiano in Internet.
36. ↑   Luca 24.13-32, su La Parola - La Sacra Bibbia in italiano in Internet.
37. ↑   Marco 16.14, su La Parola - La Sacra Bibbia in italiano in Internet.
38. ↑   Luca 24.36-43, su La Parola - La Sacra Bibbia in italiano in Internet.
39. ↑   Giovanni 20.19-20, su La Parola - La Sacra Bibbia in italiano in Internet.
40. ↑   Matteo 28.16-17, su La Parola - La Sacra Bibbia in italiano in Internet.
41. ↑   Giovanni 21.1-23, su La Parola - La Sacra Bibbia in italiano in Internet.
42. ↑   Matteo 28.18-20, su La Parola - La Sacra Bibbia in italiano in Internet.
43. ↑   Marco 16.15-18, su La Parola - La Sacra Bibbia in italiano in Internet.
44. ↑   Luca 24.44-49, su La Parola - La Sacra Bibbia in italiano in Internet.
45. ↑   Giovanni 20.21-23, su La Parola - La Sacra Bibbia in italiano in Internet.
46. ↑   Giovanni 20.24-29, su La Parola - La Sacra Bibbia in italiano in Internet.
47. ↑   Marco 16.19-20, su La Parola - La Sacra Bibbia in italiano in Internet.
48. ↑   Luca 24.50-53, su La Parola - La Sacra Bibbia in italiano in Internet.
49. ↑   Atti 1.1-11, su La Parola - La Sacra Bibbia in italiano in Internet.
50. ↑   Atti 9.3-9, su La Parola - La Sacra Bibbia in italiano in Internet.
51. ↑   Atti 22.6-11, su La Parola - La Sacra Bibbia in italiano in Internet.
52. ↑   Atti 26.12-18, su La Parola - La Sacra Bibbia in italiano in Internet.
53. ↑   Atti 22.17-21, su La Parola - La Sacra Bibbia in italiano in Internet.
54. ↑   Atti 7.55, su La Parola - La Sacra Bibbia in italiano in Internet.
55. ↑   1Corinzi 15.5, su La Parola - La Sacra Bibbia in italiano in Internet.
56. ↑   1Cor 15.6, su La Parola - La Sacra Bibbia in italiano in Internet.
57. ↑   1Cor 15.7, su La Parola - La Sacra Bibbia in italiano in Internet.
58. ↑   1Cor 15.8–9, su La Parola - La Sacra Bibbia in italiano in Internet.
59. ↑   1Cor 9.1, su La Parola - La Sacra Bibbia in italiano in Internet.
60. ↑   1Cor 15.3-7, su La Parola - La Sacra Bibbia in italiano in Internet.
61. ↑  Neufeld, The Earliest Christian Confessions, Eerdmans, 1964, p. 47; Reginald Fuller, The Formation of the Resurrection Narratives, Macmillan, 1971, p. 10; Wolfhart Pannenberg, Jesus—God and Man trad. Lewis Wilkins & Duane Pribe, Westminster, 1968, p. 90; Oscar Cullmann, The Early Church: Studies in Early Christian History and Theology, cur. A. J. B. Higgins, Westminster, 1966, p. 64; Hans Conzelmann, 1 Corinthians, trad. James W. Leitch, Fortress, 1969, p. 251; Bultmann, Theology of the New Testament vol. 1, pp. 45, 80–82, 293; R. E. Brown, The Virginal Conception and Bodily Resurrection of Jesus, Paulist Press, 1973, pp. 81, 92.
62. ↑  Wolfhart Pannenberg, Jesus—God and Man trad. Lewis Wilkins & Duane Pribe, Westminster, 1968, p. 90; Oscar Cullmann, The Early church: Studies in Early Christian History and Theology, cur. A. J. B. Higgins, Westminster, 1966, p. 66–66; R. E. Brown, The Virginal Conception and Bodily Resurrection of Jesus, Paulist Press, 1973, pp. 81; Thomas Sheehan, First Coming: How the Kingdom of God Became Christianity, Random House, 1986, pp. 110, 118; Ulrich Wilckens, Resurrection trad. A. M. Stewart, Saint Andrew, 1977, p. 2; Hans Grass, Ostergeschen und Osterberichte, II ed., Vandenhoeck und Ruprecht, 1962, p. 96; Grass favorisce la sua origine a Damasco.
63. ↑  Hans von Campenhausen, "The Events of Easter and the Empty Tomb," in Tradition and Life in the Church, Fortress, 1968, p. 44.
64. ↑  Archibald Hunter, Works and Words of Jesus, 1973, p. 100.
65. ↑   1Cor 15.3-4, su La Parola - La Sacra Bibbia in italiano in Internet.
66. ↑   "Apocryphal Apparitions:1 Corinthians 15:3-11 as a Post-Pauline Interpolation" (archiviato dall'url originale il 13 marzo 2013).' di Robert M. Price, su Institute for Higher Critical Studies, Drew University (1996).
67. ↑  Herman Detering, The Falsified Paul, p. 3.
68. ↑  Geza Vermes, The Resurrection, 2008, Penguin, pp. 121-122.
69. ↑   ^ Adolf von Harnack, Das apostolische Glaubensbekenntniss, 1892, p. 3, EIRAI, 11 ottobre 2017, ISBN 978-81-934174-5-4. URL consultato il 9 aprile 2025.
70. ↑   Gal 1.18-20, su La Parola - La Sacra Bibbia in italiano in Internet.
71. ↑  Bibbia di Gerusalemme, EDB, 2011, p. 2390, ISBN 978-88-10-82031-5.
72. ↑   At 1.15, su La Parola - La Sacra Bibbia in italiano in Internet.
73. ↑   La risurrezione nei racconti dei quattro vangeli, su academia.edu.
74. ↑   Apocalisse 1.12-20, su La Parola - La Sacra Bibbia in italiano in Internet.
75. ↑   Ap 1.11, su La Parola - La Sacra Bibbia in italiano in Internet.
76. ↑   Ap 2.8, su La Parola - La Sacra Bibbia in italiano in Internet.
77. ↑   Gv20,1-13; Mc16,1-8; Lc24,1-9; Mt28,1-8, su laparola.net.
78. ↑  F.F. Bruce, The Gospel According to John, William B. Eerdmans Publishing Company, 1983, s.v. "Empty Tomb".
79. ↑  Rudolf Schnackenburg, The Gospel According to St. John: Volume III, Crossroad, 1990.
80. ↑   Giovanni 20.13, su La Parola - La Sacra Bibbia in italiano in Internet.
81. ↑   Giovanni "Risuscitato al mattino nel primo giorno dopo il sabato, apparve prima a Maria di Màgdala, dalla quale aveva cacciato sette demòni", su laparola.net.
82. ↑   Gio 20.15, su La Parola - La Sacra Bibbia in italiano in Internet.
83. ↑  Norman Geisler, In Defense of the Resurrection, Quest, 1991; The Battle for the Resurrection, Thomas Nelson, 1989.
84. ↑  Brooke Foss Westcott, The Gospel of St. John, John Murray, 1889.
85. ↑   Luca 24.13-16, su La Parola - La Sacra Bibbia in italiano in Internet.
86. ↑   Giovanni 20:17, su La Parola - La Sacra Bibbia in italiano in Internet.
87. ↑   Giovanni 20.27, su La Parola - La Sacra Bibbia in italiano in Internet.
88. ↑   Matteo 28.1-9, su La Parola - La Sacra Bibbia in italiano in Internet.
89. ↑  Charles H. Kraft, Communicating Jesus' Way, William Carey Library, 2003.
90. ↑   C. Spicq, Theological lexicon of the New Testament, Hendrickson, 1994.
91. ↑  Josef M. Kastner, "Moses im Neuen Testament" (dissert.), 1967; cit. in  The New Testament Moses cur. John Lierman, Mohr Siebeck, 2004.
92. ↑   Marco 16.9, su La Parola - La Sacra Bibbia in italiano in Internet.
93. ↑   Giovanni 20.17, su La Parola - La Sacra Bibbia in italiano in Internet.
94. ↑   Matteo 28.12-15, su La Parola - La Sacra Bibbia in italiano in Internet.
95. ↑  Bart Ehrman, E Gesù diventò Dio, Nessun Dogma Editore, 2017, pp. 117, 119, ISBN 978-88-98602-36-0.
96. ↑   Lc24,33-37; Gv20,10-26; Mt28,5-20; Mc16,5-20, su laparola.net.
97. ↑  «E io manderò su di voi quello che il Padre mio ha promesso; ma voi restate in città, finché non siate rivestiti di potenza dall'alto».( Lc24,49, su laparola.net.).
98. ↑  Mentre il giorno di Pentecoste stava per finire, si trovavano tutti insieme nello stesso luogo. Venne all'improvviso dal cielo un rombo, come di vento che si abbatte gagliardo, e riempì tutta la casa dove si trovavano. Apparvero loro lingue come di fuoco che si dividevano e si posarono su ciascuno di loro; ed essi furono tutti pieni di Spirito Santo e cominciarono a parlare in altre lingue come lo Spirito dava loro il potere d'esprimersi. Si trovavano allora in Gerusalemme Giudei osservanti di ogni nazione che è sotto il cielo.( At2,1-5, su laparola.net.).
99. 1 2  Alberto Maggi, Come leggere il Vangelo, Cittadella, p. 160
100. ↑  Bart Ehrman, E Gesù diventò Dio, Nessun Dogma Editore, 2017, pp. 116-119,152, ISBN 978-88-98602-36-0.
101. ↑  Adriana Destro e Mauro Pesce, La morte di Gesù, Rizzoli, 2014, pp. 168,185-186, ISBN 978-88-17-07429-2.
102. ↑  Bart Ehrman, I Cristianesimi perduti, Carocci Editore, 2005, pp. 218-219, ISBN 978-88-430-6688-9.
103. ↑  Martini, op. cit., p. 126-132
104. ↑  Padre Eusebio, La vita di Gesù, Antares, 2002, p. 179-187
105. ↑  Vito Mancuso, Io e Dio, Garzanti, 2011
106. ↑  Raymond E. Brown, La morte del Messia: un commentario ai Racconti della Passione nei quattro vangeli, Queriniana Editore, 2007; Bart Ehrman, E Gesù diventò Dio, Nessun Dogma Editore, 2017, pp. 118-119, ISBN 978-88-98602-36-0.
107. ↑  Raymond Brown, An Introduction to the New Testament, Paulist Press, 1994, p. 167-168
108. ↑  Martini, op. cit. p. 72-75
109. ↑  Gianfranco Ravasi, Questioni di fede, Mondadori, 2010, p. 250-251
110. ↑   Cristologia: Gesù Cristo, pienezza della rivelazione.
111. ↑  Hans Küng, Essere cristiani, Rizzoli 2012, p. 421
112. ↑  Martini, op. cit., p. 69-75 e 126-131
113. 1 2  Gérard Rossé, Il Vangelo di Luca:commento esegetico e teologico, Città Nuova, 2006
114. ↑  Bibbia TOB, Nuovo Testamento Vol.3, Elle Di Ci Leumann, 1976, p. 286.
115. ↑  La Bibbia, Edizioni Paoline, 1991, p. 1675, ISBN 88-215-1068-9.
116. ↑  E.P. Sanders, The Historical Figure of Jesus, Penguin, London, 1993, p. 11-13
117. ↑  Reginald H. Fuller, The Foundations of New Testament Christology, Schibner's, New York, 1965
118. ↑  Alfred Loisy, L'Evangile et l'Eglise, Picard, Parigi, 1902
119. ↑   Luca 24.34, su La Parola - La Sacra Bibbia in italiano in Internet.
120. ↑   1Corinzi 15.5, su La Parola - La Sacra Bibbia in italiano in Internet.
121. ↑   L’esperienza “storica” della risurrezione.
122. ↑  James A. Keller, "Contemporary Doubts About the Resurrection", in Faith and Philosophy 5, 1988, pp. 40-60
123. ↑  (EN) Peter Kirby, The Gospel of the Hebrews, in Early Christian Writings: New Testament, Apocrypha, Gnostics, Church Fathers, 2001. URL consultato il 13 gennaio 2013.
124. ↑   Vangelo di Gamaliele (PDF), su esolibri.it. URL consultato il 1º giugno 2018 (archiviato dall'url originale il 29 settembre 2016).
125. ↑   Atti 9, su La Parola - La Sacra Bibbia in italiano in Internet.
126. ↑   Atti 22, su La Parola - La Sacra Bibbia in italiano in Internet.
127. ↑   Atti 26, su La Parola - La Sacra Bibbia in italiano in Internet.
128. ↑   Apocalisse 1, su La Parola - La Sacra Bibbia in italiano in Internet.
129. ↑  Cfr. biografia vaticana di  Teresa d'Avila.
130. ↑  Cfr. biografia vaticana di  Faustyna Kowalska.